# Polynema synophropsis
Polynema synophropsis är en stekelart som beskrevs av Gennaro Viggiani och Riccardo Jesu 1991. Polynema synophropsis ingår i släktet Polynema och familjen dvärgsteklar.
Artens utbredningsområde är Italien. Inga underarter finns listade i Catalogue of Life.